# 倉吉市
倉吉市（くらよしし）は、鳥取県の中部に位置する市である。鳥取県中部圏域の行政・経済・文化活動の中心都市。鳥取県内の市で唯一海に面していない。

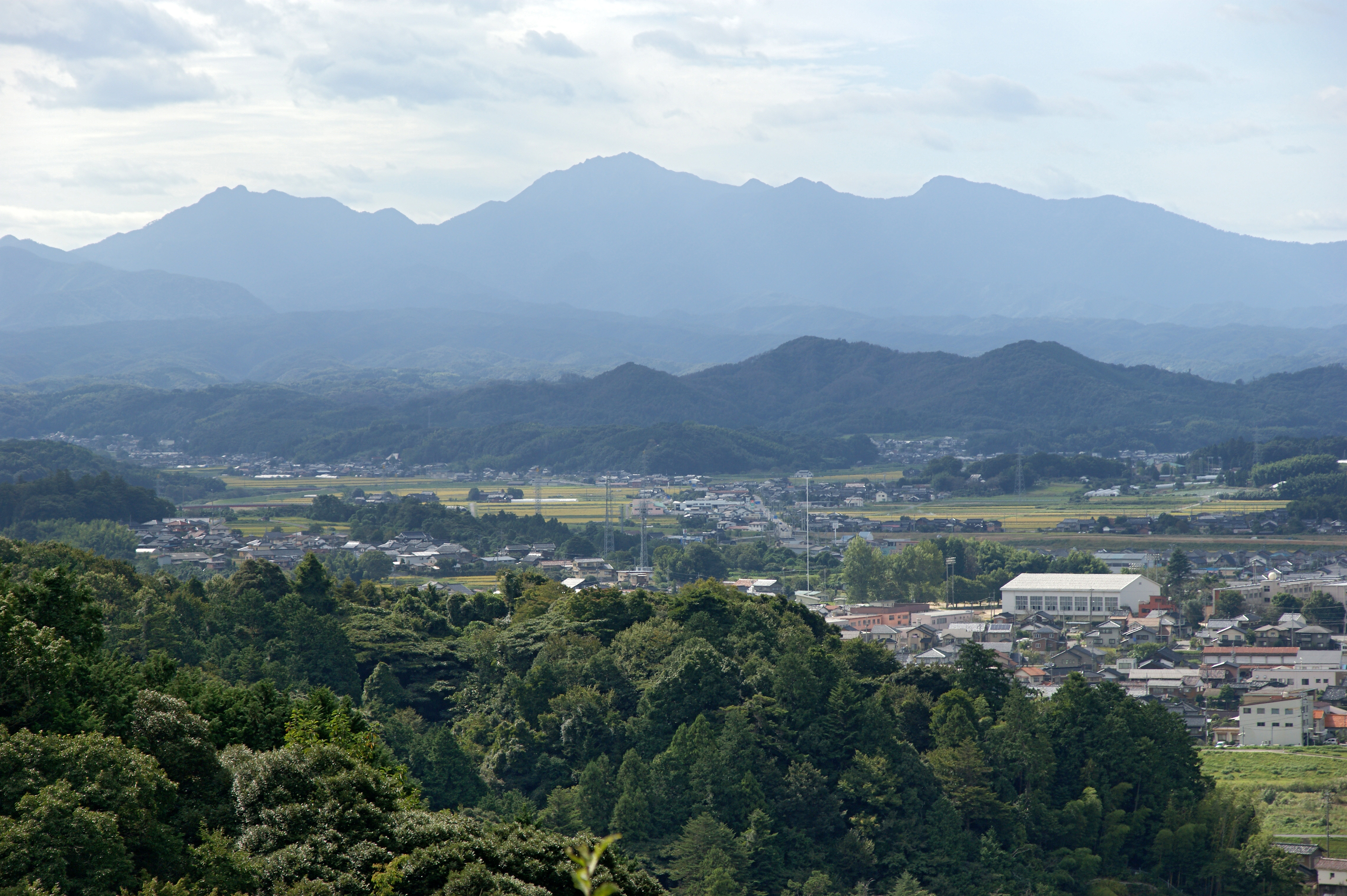
打吹城から望む倉吉盆地。

倉吉市内には、打吹玉川地区をはじめ土蔵が多く交番や公衆トイレにも土蔵のデザインが採用されており、白壁土蔵の街として知られている。なお、倉吉市を含めた中部の市や町は「とっとり梨の花温泉郷」を形成している。生活文化や慣習、方言については鳥取市など県東部の影響を強く受けているところが多い。

## 地理

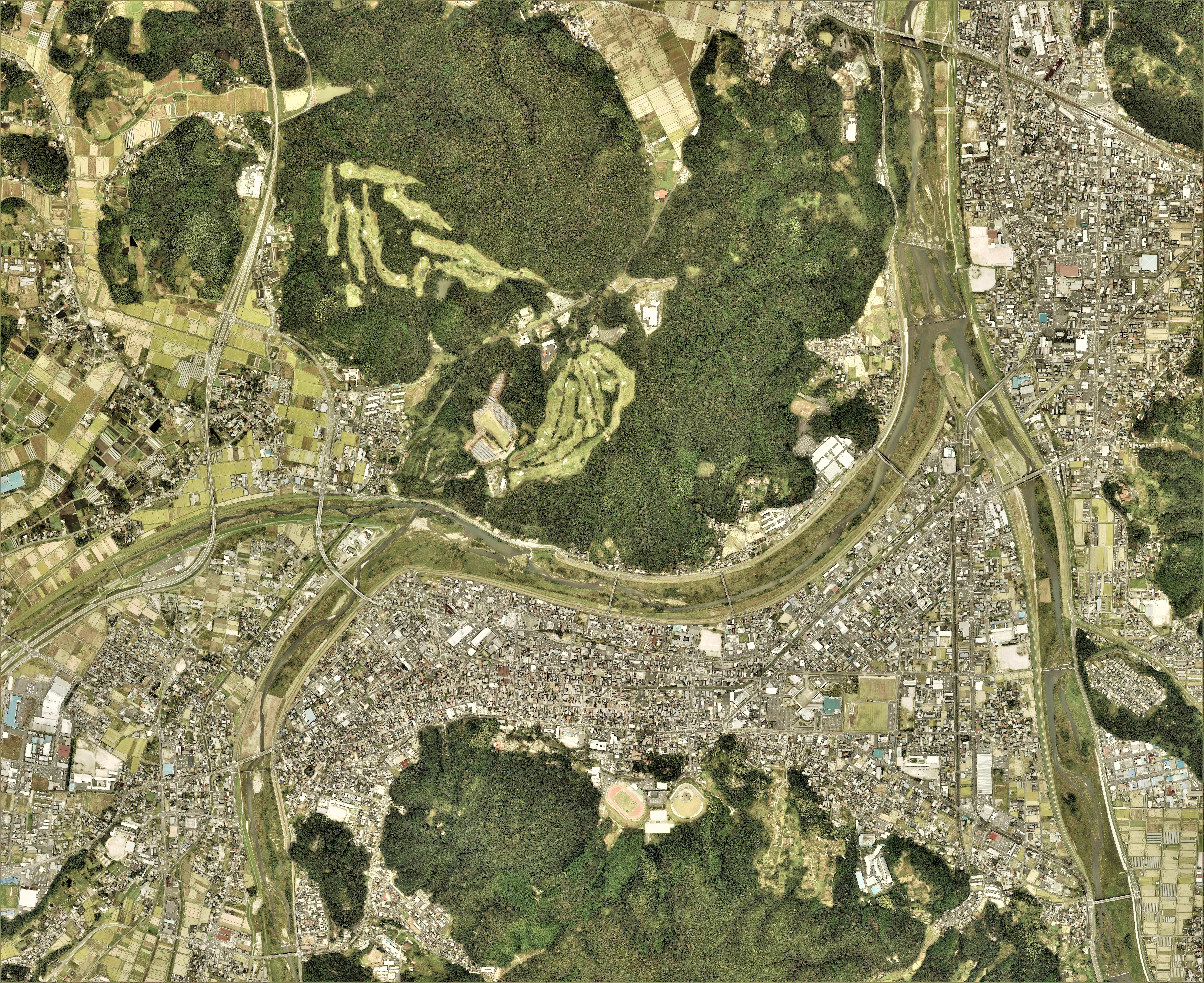
倉吉市中心部周辺の空中写真。
2016年10月22日撮影の9枚を合成作成。。

### 地形
倉吉市の中心市街は打吹山の麓で、天神川と支流の小鴨川が合流するあたりに形成されている。両川の流域を倉吉盆地という。市域の一部は盆地の外側にあり、北条平野の一部になっている。南部や西部は伯耆大山から続く丘陵地帯になっている。東部には東伯山地がある。

#### 山地
主な山地
- 東伯山地

主な山
- 伯耆大山
- 打吹山

#### 河川
主な川
- 天神川
- 小鴨川

#### 平野
- 倉吉平野
- 北条平野

### 気候
日本海側気候で、豪雪地帯に指定されている。
| 倉吉（1991年 - 2020年）の気候      | 倉吉（1991年 - 2020年）の気候 | 倉吉（1991年 - 2020年）の気候 | 倉吉（1991年 - 2020年）の気候 | 倉吉（1991年 - 2020年）の気候 | 倉吉（1991年 - 2020年）の気候 | 倉吉（1991年 - 2020年）の気候 | 倉吉（1991年 - 2020年）の気候 | 倉吉（1991年 - 2020年）の気候 | 倉吉（1991年 - 2020年）の気候 | 倉吉（1991年 - 2020年）の気候 | 倉吉（1991年 - 2020年）の気候 | 倉吉（1991年 - 2020年）の気候 | 倉吉（1991年 - 2020年）の気候 |
| 月                                 | 1月                           | 2月                           | 3月                           | 4月                           | 5月                           | 6月                           | 7月                           | 8月                           | 9月                           | 10月                          | 11月                          | 12月                          | 年                            |
| ---------------------------------- | ----------------------------- | ----------------------------- | ----------------------------- | ----------------------------- | ----------------------------- | ----------------------------- | ----------------------------- | ----------------------------- | ----------------------------- | ----------------------------- | ----------------------------- | ----------------------------- | ----------------------------- |
| 最高気温記録 °C （°F）             | 18.4 (65.1)                   | 22.4 (72.3)                   | 27.3 (81.1)                   | 33.6 (92.5)                   | 31.8 (89.2)                   | 36.3 (97.3)                   | 36.3 (97.3)                   | 37.9 (100.2)                  | 35.6 (96.1)                   | 32.4 (90.3)                   | 26.0 (78.8)                   | 22.9 (73.2)                   | 37.9 (100.2)                  |
| 平均最高気温 °C （°F）             | 7.9 (46.2)                    | 8.6 (47.5)                    | 12.3 (54.1)                   | 17.6 (63.7)                   | 22.5 (72.5)                   | 25.3 (77.5)                   | 29.2 (84.6)                   | 30.5 (86.9)                   | 26.5 (79.7)                   | 21.8 (71.2)                   | 16.5 (61.7)                   | 10.8 (51.4)                   | 19.1 (66.4)                   |
| 日平均気温 °C （°F）               | 4.4 (39.9)                    | 4.7 (40.5)                    | 7.7 (45.9)                    | 12.6 (54.7)                   | 17.4 (63.3)                   | 21.2 (70.2)                   | 25.4 (77.7)                   | 26.3 (79.3)                   | 22.2 (72)                     | 17.1 (62.8)                   | 12.0 (53.6)                   | 6.9 (44.4)                    | 14.8 (58.6)                   |
| 平均最低気温 °C （°F）             | 1.4 (34.5)                    | 1.2 (34.2)                    | 3.2 (37.8)                    | 7.4 (45.3)                    | 12.4 (54.3)                   | 17.5 (63.5)                   | 22.2 (72)                     | 22.8 (73)                     | 18.7 (65.7)                   | 13.0 (55.4)                   | 8.1 (46.6)                    | 3.6 (38.5)                    | 10.9 (51.6)                   |
| 最低気温記録 °C （°F）             | −6.4 (20.5)                   | −8.0 (17.6)                   | −3.2 (26.2)                   | −1.0 (30.2)                   | 3.3 (37.9)                    | 9.2 (48.6)                    | 13.3 (55.9)                   | 16.0 (60.8)                   | 8.4 (47.1)                    | 4.1 (39.4)                    | 0.9 (33.6)                    | −4.0 (24.8)                   | −8.0 (17.6)                   |
| 降水量 mm （inch）                 | 154.2 (6.071)                 | 112.1 (4.413)                 | 124.1 (4.886)                 | 100.0 (3.937)                 | 115.2 (4.535)                 | 145.6 (5.732)                 | 191.5 (7.539)                 | 134.3 (5.287)                 | 226.9 (8.933)                 | 154.5 (6.083)                 | 141.9 (5.587)                 | 160.7 (6.327)                 | 1,760.4 (69.307)              |
| 降雪量 cm （inch）                 | 51 (20.1)                     | 50 (19.7)                     | 7 (2.8)                       | 0 (0)                         | 0 (0)                         | 0 (0)                         | 0 (0)                         | 0 (0)                         | 0 (0)                         | 0 (0)                         | 0 (0)                         | 20 (7.9)                      | 128 (50.4)                    |
| 平均降水日数 （≥1.0 mm）           | 18.3                          | 15.0                          | 13.8                          | 10.7                          | 10.0                          | 11.1                          | 12.5                          | 10.2                          | 12.4                          | 10.5                          | 13.6                          | 17.2                          | 156.0                         |
| 平均月間日照時間                   | 69.7                          | 85.3                          | 138.5                         | 181.0                         | 202.5                         | 156.8                         | 171.0                         | 206.8                         | 142.1                         | 144.8                         | 108.3                         | 80.8                          | 1,686.4                       |
| 出典1：Japan Meteorological Agency |                               |                               |                               |                               |                               |                               |                               |                               |                               |                               |                               |                               |                               |
| 出典2：気象庁                      |                               |                               |                               |                               |                               |                               |                               |                               |                               |                               |                               |                               |                               |

### 住所表記
2005年3月22日の合併により、住所表記が以下の通り変更された。また、大字は表示しない。
- 旧倉吉市は従前のとおり（元々「大字」は付かない）。
- 旧関金町は「東伯郡関金町△△」→「倉吉市関金町△△」とする（ただし「大字」は付けない）。

-例-
- 鳥取県倉吉市△△ → 鳥取県倉吉市△△
- 鳥取県東伯郡関金町大字△△ → 鳥取県倉吉市関金町△△

### 人口
| |                                        |  |
| 倉吉市と全国の年齢別人口分布（2005年） | 倉吉市の年齢・男女別人口分布（2005年） |  |
| ■紫色 ― 倉吉市 ■緑色 ― 日本全国 | ■青色 ― 男性 ■赤色 ― 女性              |  |
| 倉吉市（に相当する地域）の人口の推移 \| 1970年（昭和45年） \| 54,740人 \| \| \| 1975年（昭和50年） \| 55,709人 \| \| \| 1980年（昭和55年） \| 57,252人 \| \| \| 1985年（昭和60年） \| 57,306人 \| \| \| 1990年（平成2年） \| 56,602人 \| \| \| 1995年（平成7年） \| 55,669人 \| \| \| 2000年（平成12年） \| 54,027人 \| \| \| 2005年（平成17年） \| 52,592人 \| \| \| 2010年（平成22年） \| 50,720人 \| \| \| 2015年（平成27年） \| 49,044人 \| \| \| 2020年（令和2年） \| 46,485人 \| \| |                                        |  |
| 総務省統計局 国勢調査より |                                        |  |
| 1970年（昭和45年） | 54,740人                               |  |
| 1975年（昭和50年） | 55,709人                               |  |
| 1980年（昭和55年） | 57,252人                               |  |
| 1985年（昭和60年） | 57,306人                               |  |
| 1990年（平成2年） | 56,602人                               |  |
| 1995年（平成7年） | 55,669人                               |  |
| 2000年（平成12年） | 54,027人                               |  |
| 2005年（平成17年） | 52,592人                               |  |
| 2010年（平成22年） | 50,720人                               |  |
| 2015年（平成27年） | 49,044人                               |  |
| 2020年（令和2年） | 46,485人                               |  |

### 隣接自治体
鳥取県
- 東伯郡：北栄町、琴浦町、湯梨浜町、三朝町
- 日野郡：江府町

岡山県
- 真庭市

## 歴史

### 古代
古代には、伯耆国の国府・国分寺・国分尼寺がおかれていた。

### 中世
在庁官人出身の小鴨氏は、岩倉城を本拠地として国人領主として成長し、鎌倉時代以後は守護代として勢力を広げた。
南北朝時代から室町時代にかけて田内城や打吹山城が築かれ、山名氏の守護所が置かれた。打吹山城の城下に広がったのが現在の倉吉の町の起こりである。山名氏の衰退後は羽衣石城（湯梨浜町）を拠点とする国人南条氏の支配下に入った。南条元続は豊臣秀吉に従って伯耆東部を治める大名の地位を安堵され、打吹城と城下町倉吉の整備が行われた。

### 近世
関ヶ原の戦いで西軍についた南条元忠が改易されると、倉吉は米子藩主となった中村一忠の所領となったが、慶長14年（1609年）の中村氏改易により以後は天領とされた。慶長19年（1614年）には安房国館山藩から里見忠義が倉吉に移されているが（倉吉藩の設置）、実際には配流に等しく「支配」とは言い難い。元和3年（1617年）に池田光政が鳥取藩主として入封すると、重臣である伊木忠貞が倉吉に入った。寛永9年（1632年）、池田光政と入れ替わりで池田光仲が鳥取藩主になると、家老倉吉荒尾氏の封地となった。自分手政治を許された荒尾氏は、打吹山麓に陣屋を設けて倉吉を治めた。江戸時代の倉吉は商工業の中心として繁栄した。江戸時代中期以降に倉吉で特産品となったものとしては、「稲扱千歯」や「倉吉絣」が挙げられる。打吹玉川地区（重要伝統的建造物群保存地区）には江戸時代後期から近代にかけての伝統的建築物が残されている。
里見家の最後の当主であった館山藩主里見忠義は、江戸幕府によって伯耆国に事実上配流され、1622年にその地で没した。このとき忠義に殉死した8人の家臣があり、戒名に共通して「賢」の字が入ることから八賢士と称される。彼らの墓は倉吉市の大岳院にあり、また倉吉から分骨した墓が館山城の麓に建てられている。この「八賢士」を『南総里見八犬伝』での八犬士のモデルに求める説もある。もっとも、この言説が広まったのは『八犬伝』が一世を風靡してからとも指摘される。

### 第二次世界大戦以降
- 1947年（昭和22年）11月28日 - 昭和天皇が倉吉中学校などに行幸（昭和天皇の戦後巡幸）[3]。
- 1962年（昭和37年）7月 - 倉吉市立高城小学校で集団赤痢が発生。影響は隣接する保育園にも及んだ。児童および家族などの患者、保菌者は307人に達した[4]。

### 沿革
明治
- 1889年（明治22年）10月1日 町村制施行により、久米郡倉吉町が発足。
- 1896年（明治29年）3月29日 郡の統廃合により東伯郡の所属となる。

昭和
- 1929年（昭和4年）10月1日 東伯郡上灘村を編入合併。
- 1951年（昭和26年）4月1日 東伯郡小鴨村を編入合併。
- 1953年（昭和28年）10月1日 東伯郡倉吉町・上井町・北谷村・上小鴨村・上北条村・西郷村・社村・高城村・灘手村の一部が新設合併。鳥取県下で3番目に市制を施行し、倉吉市となる。
- 1955年（昭和30年）5月1日 東伯郡灘手村の残余を編入合併。

平成
- 1993年（平成5年）8月 倉吉農業博覧会開催。
- 2005年（平成17年）3月22日 東伯郡関金町を編入合併[5]。
- 2016年（平成28年）10月21日 県中部を震源とするM6.6の鳥取県中部地震が発生し、倉吉市では震度6弱を観測した[6]。

## 政治

### 行政

#### 市長
- 市長：広田一恭（2022年4月11日就任、1期目）

歴代市長
| 代   | 氏名       | 就任           | 退任          | 期  | 備考                                   |
| ---- | ---------- | -------------- | ------------- | --- | -------------------------------------- |
| 初代 | 早川忠篤   | 1953年10月18日 | 1968年3月12日 |     |                                        |
| 2代  | 小谷善高   | 1968年4月26日  | 1982年2月19日 |     |                                        |
| 3代  | 牧田実夫   | 1982年4月11日  | 1990年4月10日 | 2期 |                                        |
| 4代  | 早川芳忠   | 1990年4月11日  | 2002年4月10日 | 3期 |                                        |
| 5代  | 長谷川稔   | 2002年4月11日  | 2010年4月10日 | 2期 | 2009年に斎場問題を巡る出直し選挙で当選 |
| 6代  | 石田耕太郎 | 2010年4月11日  | 2022年4月10日 | 3期 |                                        |
| 7代  | 広田一恭   | 2022年4月11日  | 現職          | 1期 |                                        |

#### 役所
- 本庁舎の他に、関金庁舎もある。

所在地：〒682-0498 鳥取県倉吉市関金町大鳥居193番地1

## 施設

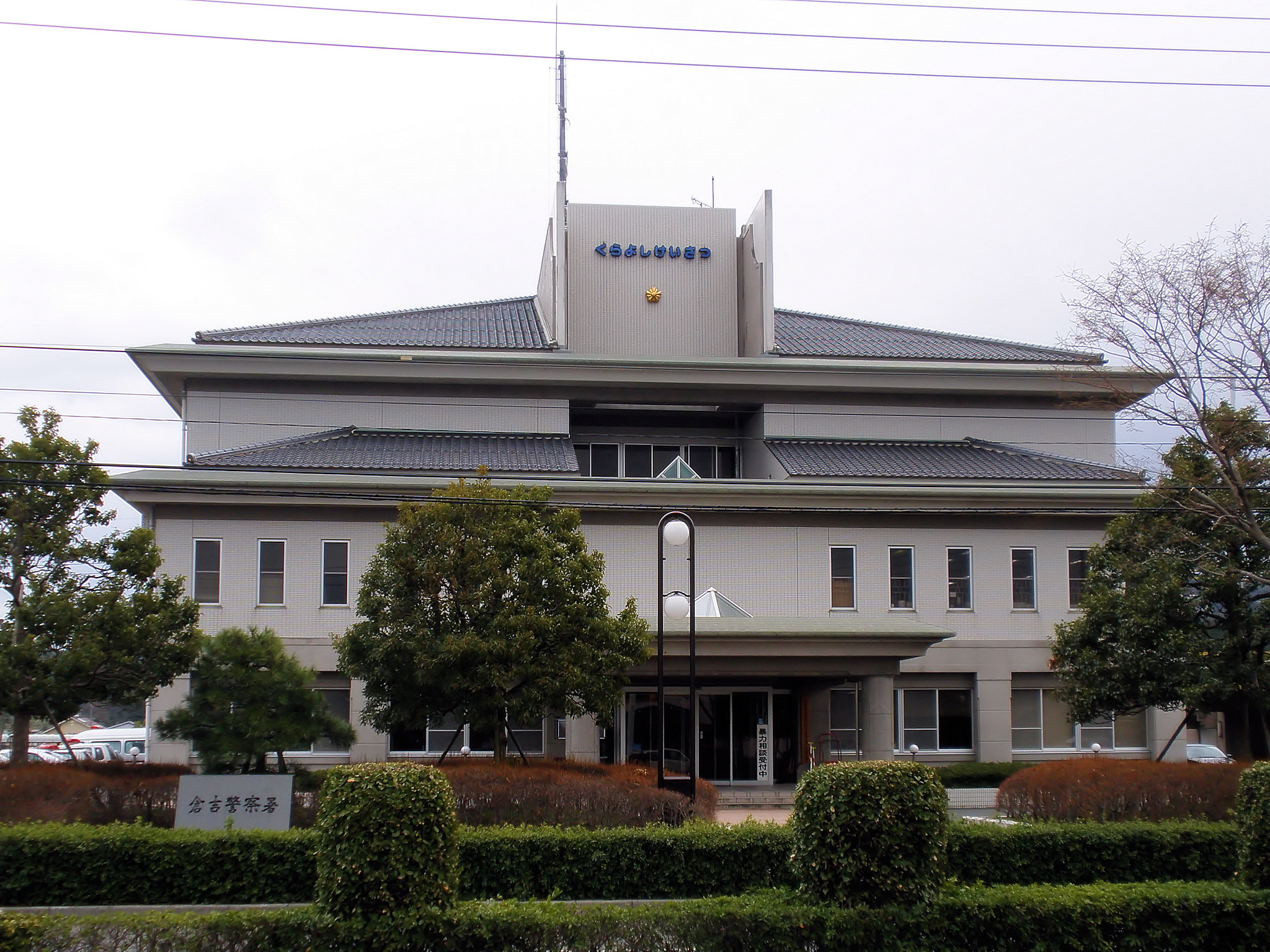
倉吉警察署

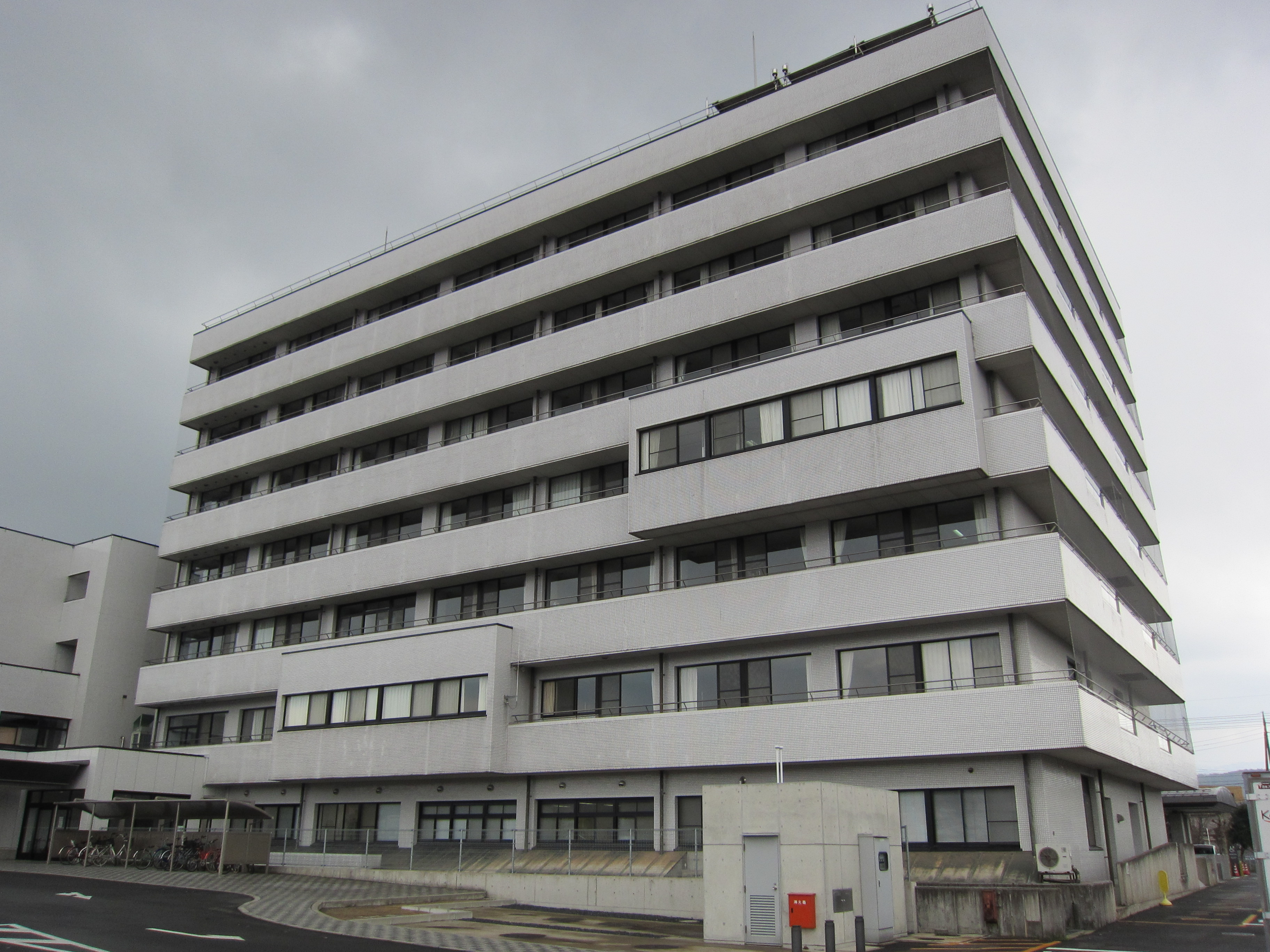
鳥取県立厚生病院

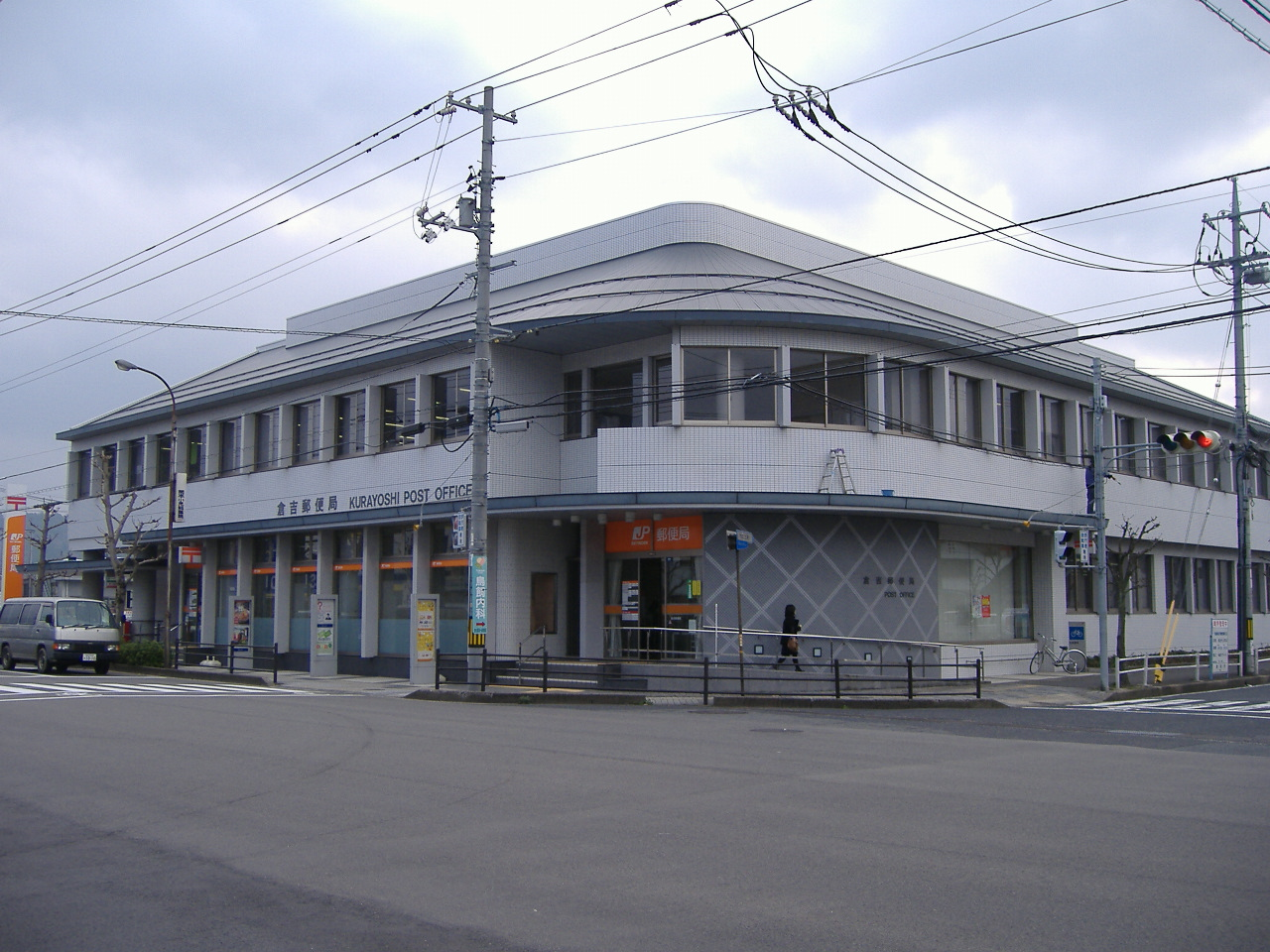
倉吉郵便局

### 警察
警察署
- 鳥取県倉吉警察署

交番
- 倉吉駅前交番（倉吉市上井）
- 上灘交番（倉吉市東巌城町）
- 打吹交番（倉吉市明治町二丁目）

駐在所
- 上小鴨駐在所（倉吉市鴨河内）
- 上福田駐在所（倉吉市上福田）
- 関金駐在所（倉吉市関金町大鳥居）

### 消防
本部
- 鳥取中部ふるさと広域連合

消防署
- 倉吉消防署（倉吉市八屋307番地4）
- 西倉吉消防署（倉吉市生田693番地1）

### 医療
主な病院
- 鳥取県立厚生病院

### 郵便局
郵便番号
郵便番号は以下の通りとなっている。2006年10月16日、2019年10月15日の再編に伴い、変更された。
- 倉吉郵便局：682-00xx、682-08xx、682-09xx、682-85xx、682-86xx、682-87xx、682-04xx、682-06xx、682-07xx、689-06xx、689-07xx、689-21xx、689-22xx
  - 倉吉市・湯梨浜町・北栄町の全域を担当する。
  - 2006年10月15日までは、682-04xxは関金郵便局、682-06xxは高城郵便局、682-07xxははわい郵便局、689-21xxは北条郵便局、689-22xxは由良郵便局の番号だった。
  - 2019年10月14日までは、689-06xxは泊郵便局、689-07xxは松崎郵便局の番号だった。

主な郵便局
- 北谷簡易郵便局（52708）
- 倉吉郵便局（52003）
- 倉吉上井一郵便局（52096）
- 倉吉鍛冶町簡易郵便局（52724）
- 倉吉上小鴨郵便局（52049）
- 倉吉広栄簡易郵便局（52786）
- 倉吉越殿町郵便局（52047）
- 倉吉大正郵便局（52147）
- 倉吉中河原簡易郵便局（52790）
- 倉吉灘手郵便局（52092）
- 倉吉西倉吉郵便局（52139）
- 倉吉福庭郵便局（52050）
- 倉吉八屋簡易郵便局（52781）
- 倉吉横田郵便局（52107）
- 清谷簡易郵便局（52771）
- 関金郵便局（52027）
- 高城郵便局（52063）
- 山守郵便局（52097）

### 運動施設
- 倉吉市営野球場（日本で数少ないラッキーゾーンが現存する野球場）

## 対外関係

### 姉妹都市・提携都市

#### 海外
姉妹都市
- 羅州市（大韓民国 全羅南道）

#### 国内
姉妹都市
- 倉野川市
2016年4月1日姉妹都市提携。コナミデジタルエンタテインメントによるメディアミックス企画『ひなビタ♪』の作中に登場する架空の市であり、全国初の架空都市との姉妹都市提携となる[9][10]。

提携都市
- 松戸市（関東地方 千葉県）
2004年7月25日 交流都市提携

その他
- 伯耆の小京都「倉吉｣として全国京都会議に加盟している。

## 経済

### 第三次産業

#### 商業
主な商業施設
- パープルタウン

### 金融機関
- 鳥取銀行
- 山陰合同銀行（市の指定金融機関）
- 島根銀行
- 倉吉信用金庫
- 中国労働金庫
- 鳥取中央農業協同組合（JA鳥取中央・JAバンク）
- ゆうちょ銀行

### 本社を置く企業
- オンキヨートレーディング（旧鳥取オンキヨー）
- いない
- バルコス

## 情報・通信

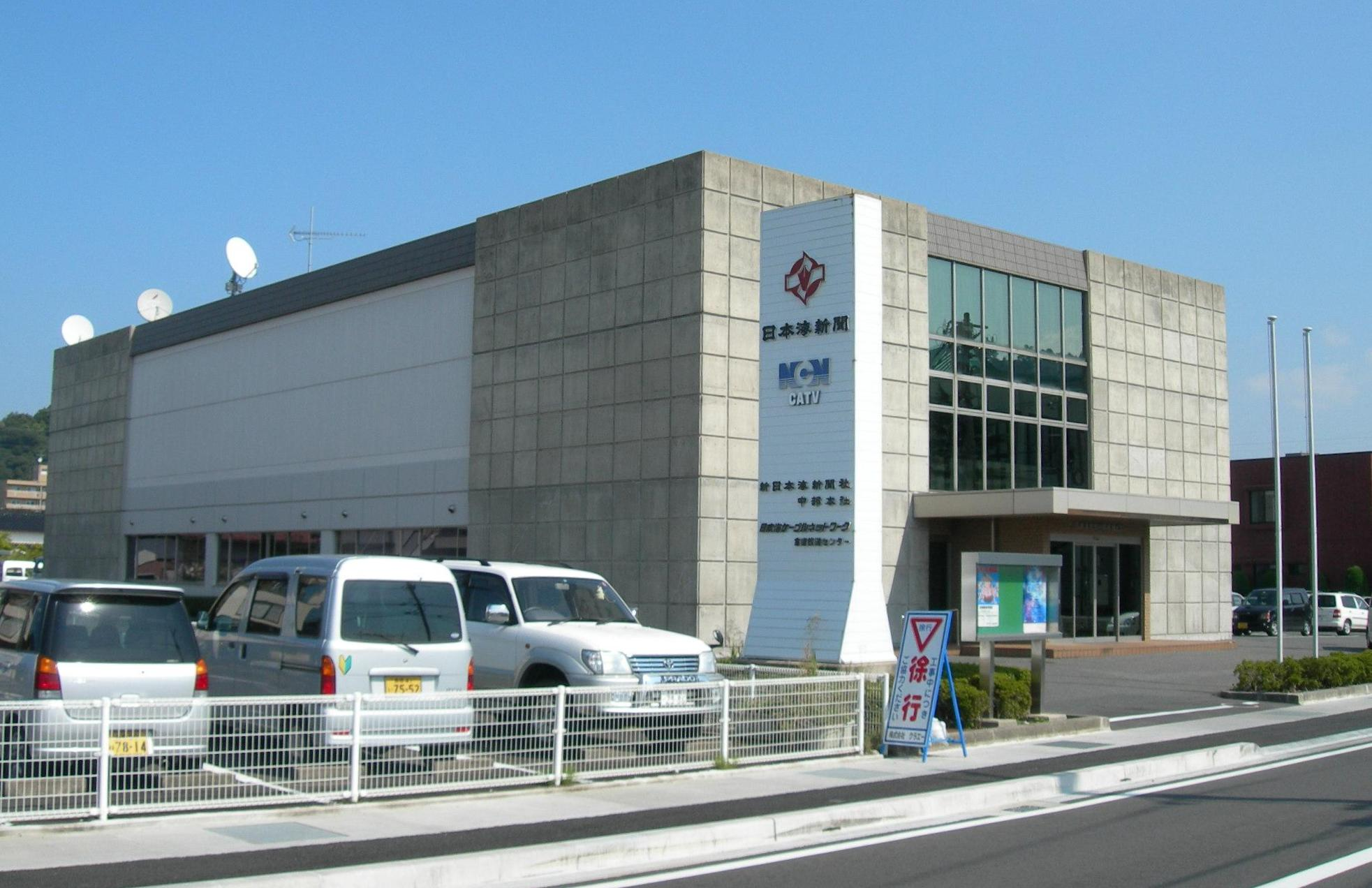
日本海新聞中部本社

### マスメディア

#### 新聞社
- 日本海新聞中部本社

#### 放送局
- 日本海ケーブルネットワーク倉吉放送センター
- NHK鳥取放送局倉吉支局

#### 中継局
- 倉吉ラジオ中継局

## 教育

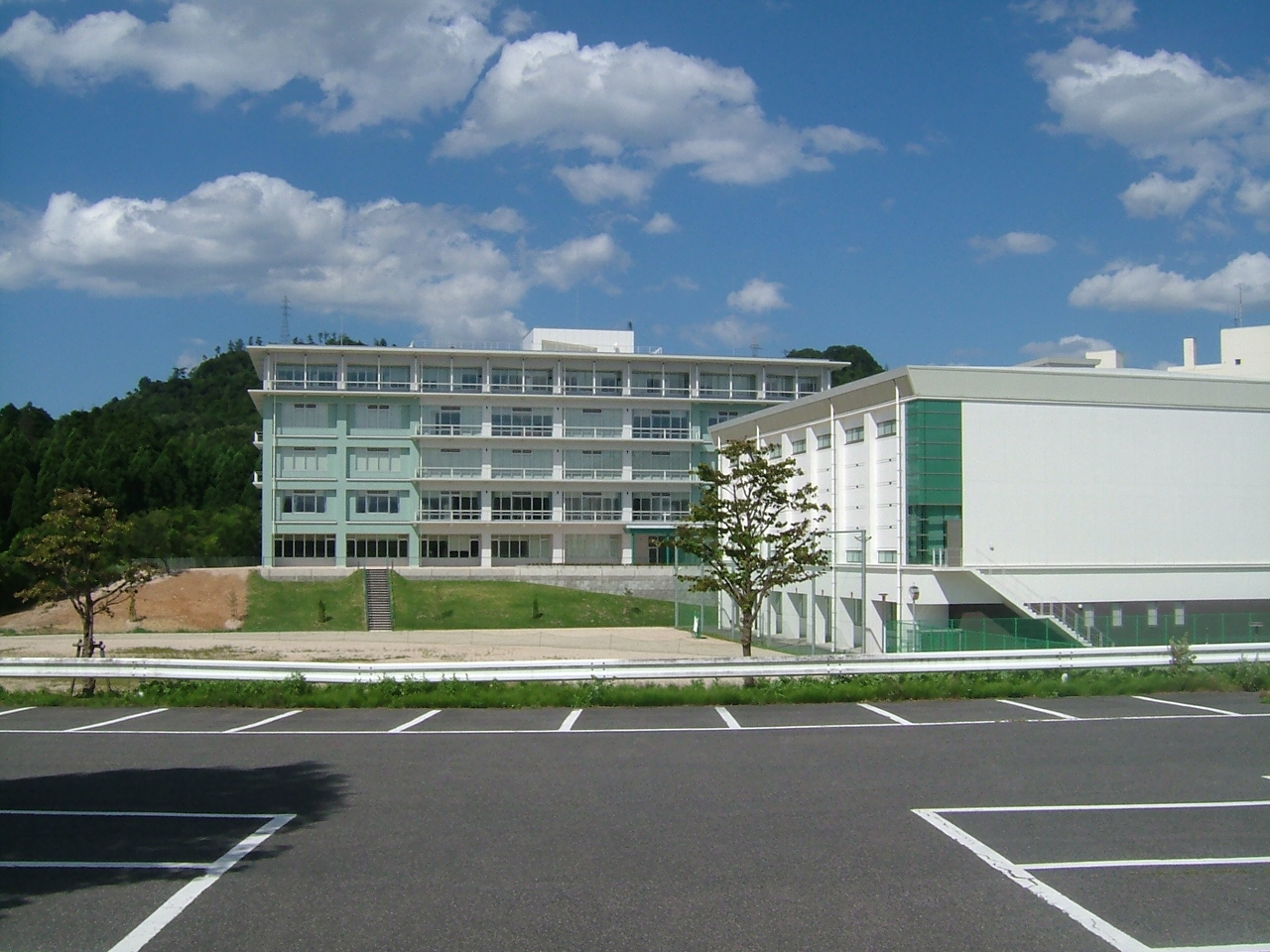
鳥取看護大学

### 大学
私立
- 鳥取看護大学

### 短期大学
- 鳥取短期大学

### 専門学校
- 鳥取県立倉吉総合看護専門学校

### 高等学校
県立
- 鳥取県立倉吉西高等学校
- 鳥取県立倉吉東高等学校
- 鳥取県立倉吉農業高等学校
- 鳥取県立倉吉総合産業高等学校

私立
- 松柏学院倉吉北高等学校

### 中学校
市立
- 倉吉市立東中学校
- 倉吉市立西中学校
- 倉吉市立久米中学校
- 倉吉市立河北中学校
- 倉吉市立鴨川中学校

### 小学校
閉校の小学校は鳥取県小学校の廃校一覧を参照。
市立
- 倉吉市立西郷小学校
- 倉吉市立河北小学校
- 倉吉市立明倫小学校
- 倉吉市立打吹小学校
- 倉吉市立久米小学校
- 倉吉市立上灘小学校
- 倉吉市立小鴨小学校
- 倉吉市立社小学校
- 倉吉市立上北条小学校
- 倉吉市立関金小学校

### 認定こども園
- 鳥取短期大学附属こども園
- どんぐりこども園
- 倉吉幼稚園
- 倉吉愛児園
- 聖テレジアこども園
- 倉吉東こども園

### 特別支援学校
県立
- 鳥取県立倉吉養護学校

### 自動車学校
- 鳥取県中央自動車学校
- 鳥取県自動車学校

## 交通

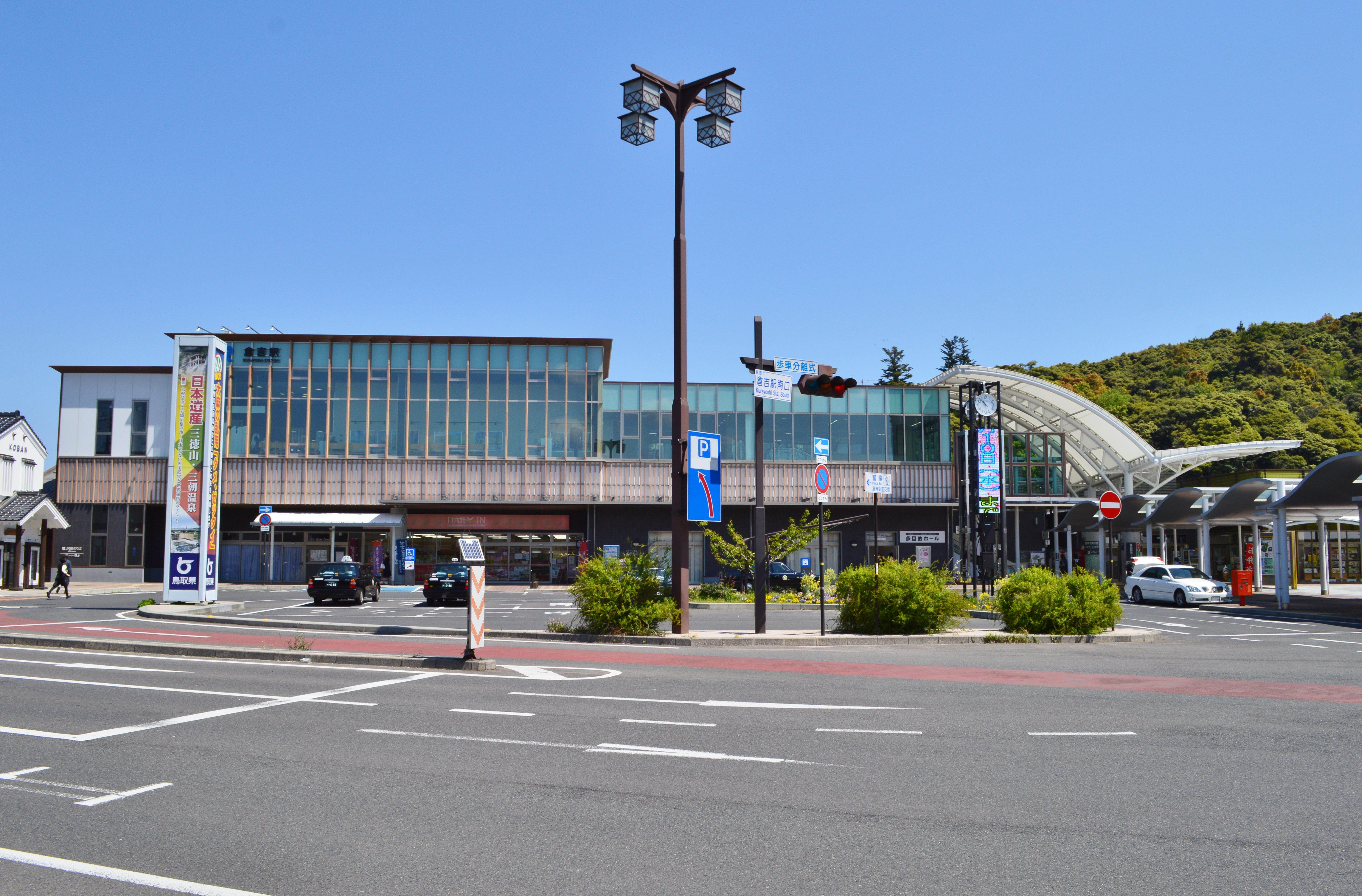
倉吉駅

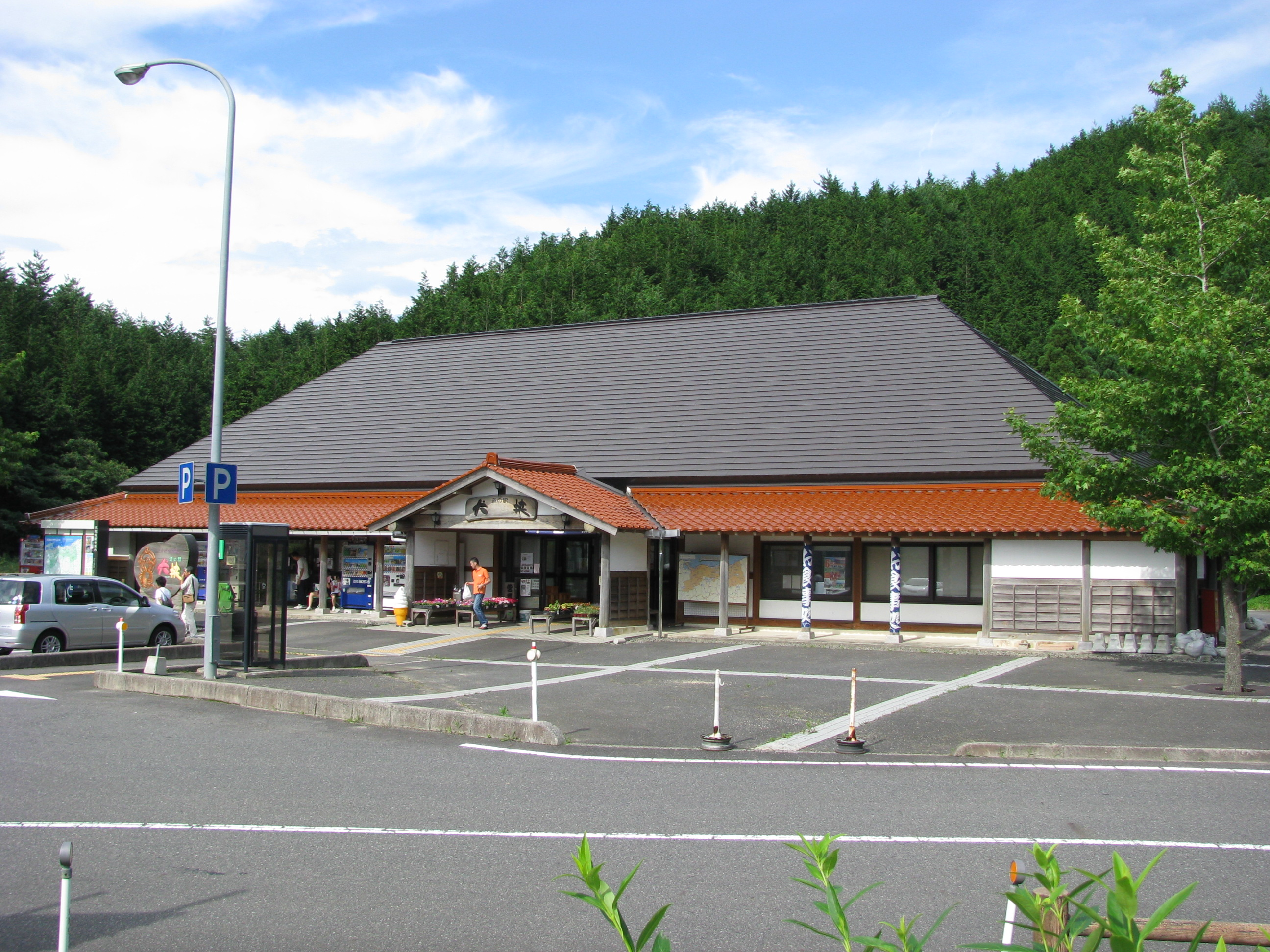
道の駅犬挟

### 鉄道
倉吉駅は代表駅かつ同市唯一の鉄道駅ではあるが市の中心部からは離れている。
1994年（平成6年）に智頭急行が開業して以降、この駅は関西方面への特急スーパーはくとの始発駅になり、京阪神と当市を結んでいる。

#### 鉄道路線
西日本旅客鉄道（JR西日本）
```
*
山陰本線
：
倉吉駅
```

#### かつて存在した鉄道
日本国有鉄道
- 倉吉線：倉吉駅 - 上灘駅 - 打吹駅 - 西倉吉駅 - 小鴨駅 - 上小鴨駅 - 関金駅 - 泰久寺駅 - 山守駅

山守駅から岡山県勝山町（現真庭市）の中国勝山駅まで南勝線を延伸させる計画だったが、実現することなく1985年に廃止されている。打吹駅は市の中心部にあり、開業時の名称は倉吉駅で、後に打吹駅に改称した。この間、倉吉駅は上井駅を名乗っていた。

### バス
市の中心部へは、倉吉駅から路線バス（日本交通・日ノ丸自動車）を利用する。

#### 路線バス
- 日本交通
- 日ノ丸自動車

バスターミナル
- 倉吉バスセンター

#### 高速バス
- 倉吉市内の停車地は関金温泉・倉吉市役所前・倉吉駅前・倉吉バスセンター（新倉吉街道エクスプレスは倉吉バスセンターには停車せず日ノ丸自動車倉吉営業所に停車）
- 長期運休中の路線は除く
- すべて昼行

| 愛称名                 | 運行会社                | 運行区間                                                                                           |
| ---------------------- | ----------------------- | -------------------------------------------------------------------------------------------------- |
| 倉吉~神戸・大阪線      | 日本交通 （鳥取・大阪） | 大阪市（弁天町・新大阪・なんば・USJ）・吹田市（千里NT）・宝塚IC・西宮北IC・神戸市（三宮） - 倉吉市 |
| 新倉吉街道エクスプレス | 日ノ丸自動車            | 岡山市（岡山駅西口・岡山IC） - 倉吉市                                                              |
| メリーバード号         | 日ノ丸自動車            | 広島市（広島BC・大塚駅） - 倉吉市                                                                  |

### 道路

#### 高速道路
地域高規格道路
- 北条湯原道路：（北栄町） - 倉吉IC - 倉吉西IC - 倉吉小鴨IC - 倉吉南IC - （真庭市）

#### 国道
- 国道179号
- 国道313号（愛称:ロマンチック街道313）

#### 県道
- 鳥取県道21号鳥取鹿野倉吉線
- 鳥取県道22号倉吉青谷線
- 鳥取県道23号倉吉由良線
- 鳥取県道34号倉吉赤碕中山線
- 鳥取県道38号倉吉福本線
- 鳥取県道44号東伯野添線
- 鳥取県道45号倉吉江府溝口線
- 鳥取県道50号東伯関金線
- 鳥取県道51号倉吉川上青谷線
- 岡山県道・鳥取県道115号常藤関金線
- 鳥取県道151号倉吉東伯線
- 鳥取県道161号倉吉江北線
- 鳥取県道170号海田倉吉停車場線
- 鳥取県道201号上井北条線
- 鳥取県道202号津原穴沢線
- 鳥取県道205号木地山倉吉線
- 鳥取県道236号巌城上灘線
- 鳥取県道237号仙隠岡田線
- 鳥取県道249号清谷北条線
- 鳥取県道263号倉吉停車場線
- 鳥取県道288号上大立横田線
- 鳥取県道297号上大立大栄線
- 鳥取県道306号福本関金線
- 鳥取県道309号大柿上古川線
- 鳥取県道312号倉吉環状線
- 鳥取県道313号下見関金線
- 鳥取県道501号倉吉東郷自転車道線

### 道の駅
- 道の駅犬挟

## 情報通信
市外局番は、0858（20〜69）となっている。但し、天気予報は0859-177である。（市外局番0858の地域が鳥取県東部と中西部に複数存在するため。）
- 0858（20〜69）エリア
  - 倉吉市・三朝町・湯梨浜町・琴浦町・北栄町・大山町（中山地区）
  - 倉吉電話交換所管轄（22〜24、47（0、1、3、6〜9千番台）、48（0千番台））
  - 倉吉上井電話交換所管轄（26、27、47（4千番台）、48（1、9千番台））
  - 倉吉福光電話交換所管轄（28、29、47（2千番台）、48（3千番台））
  - 関金電話交換所管轄（45、48（7千番台））

## 観光

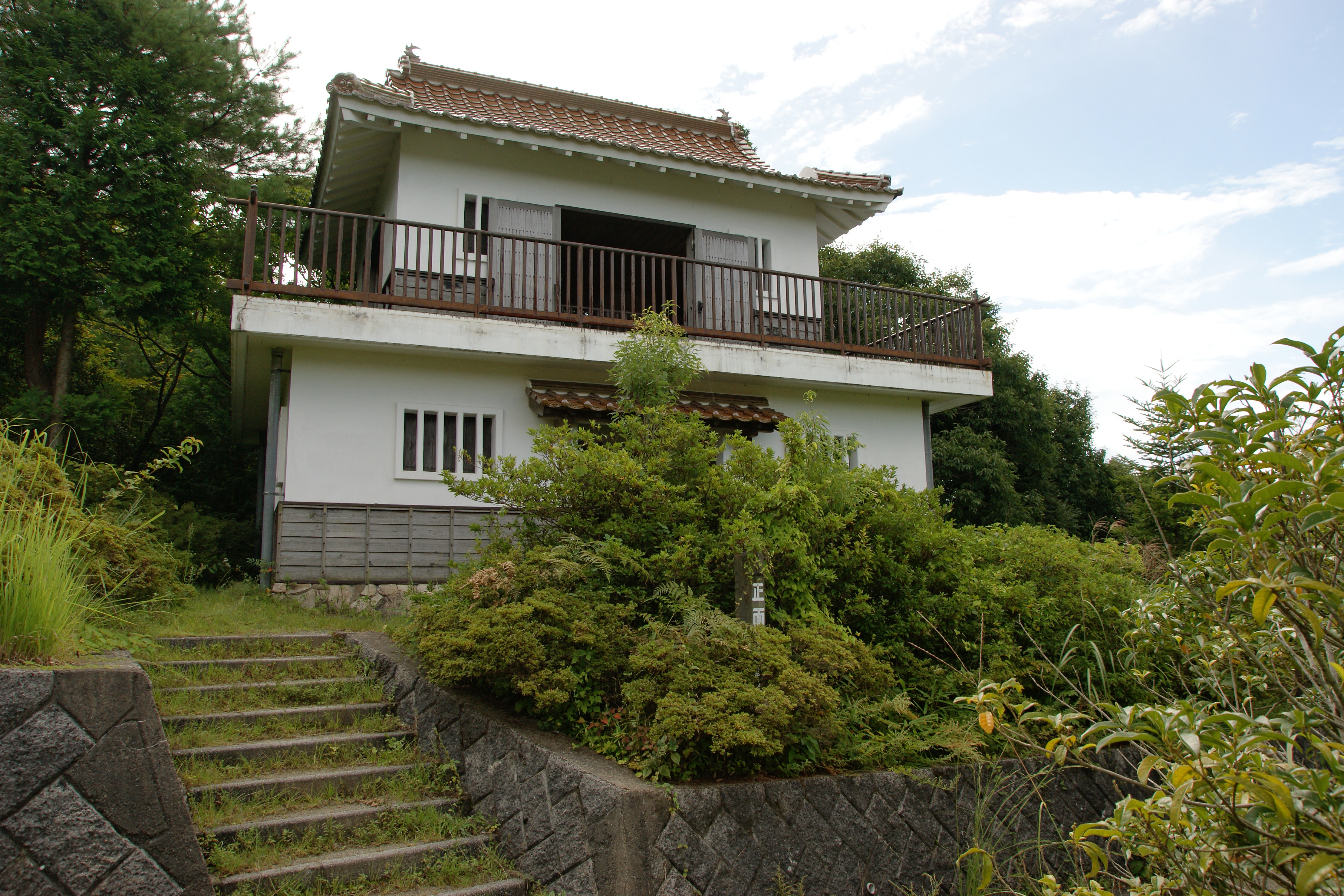
打吹城

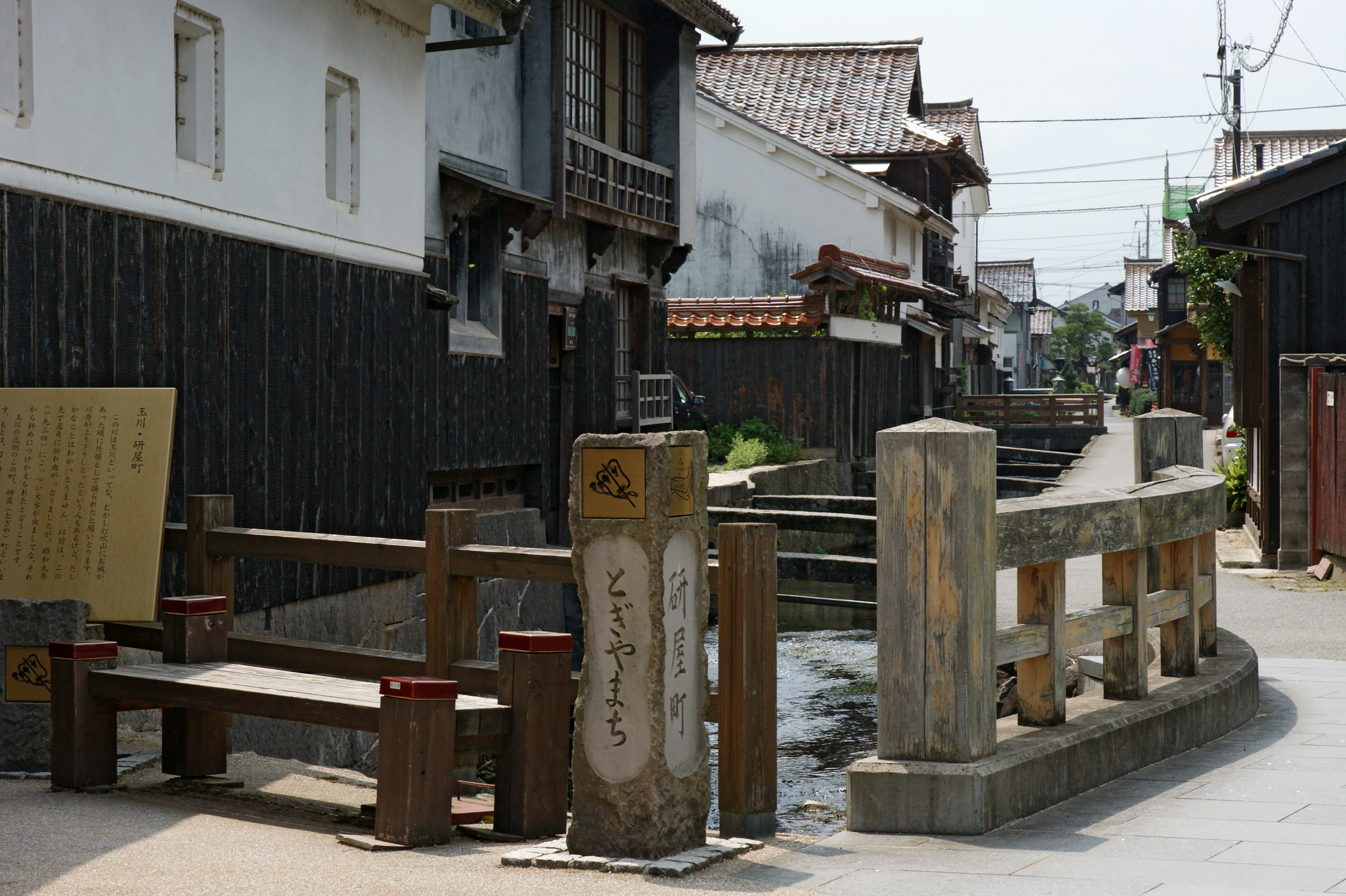
打吹玉川

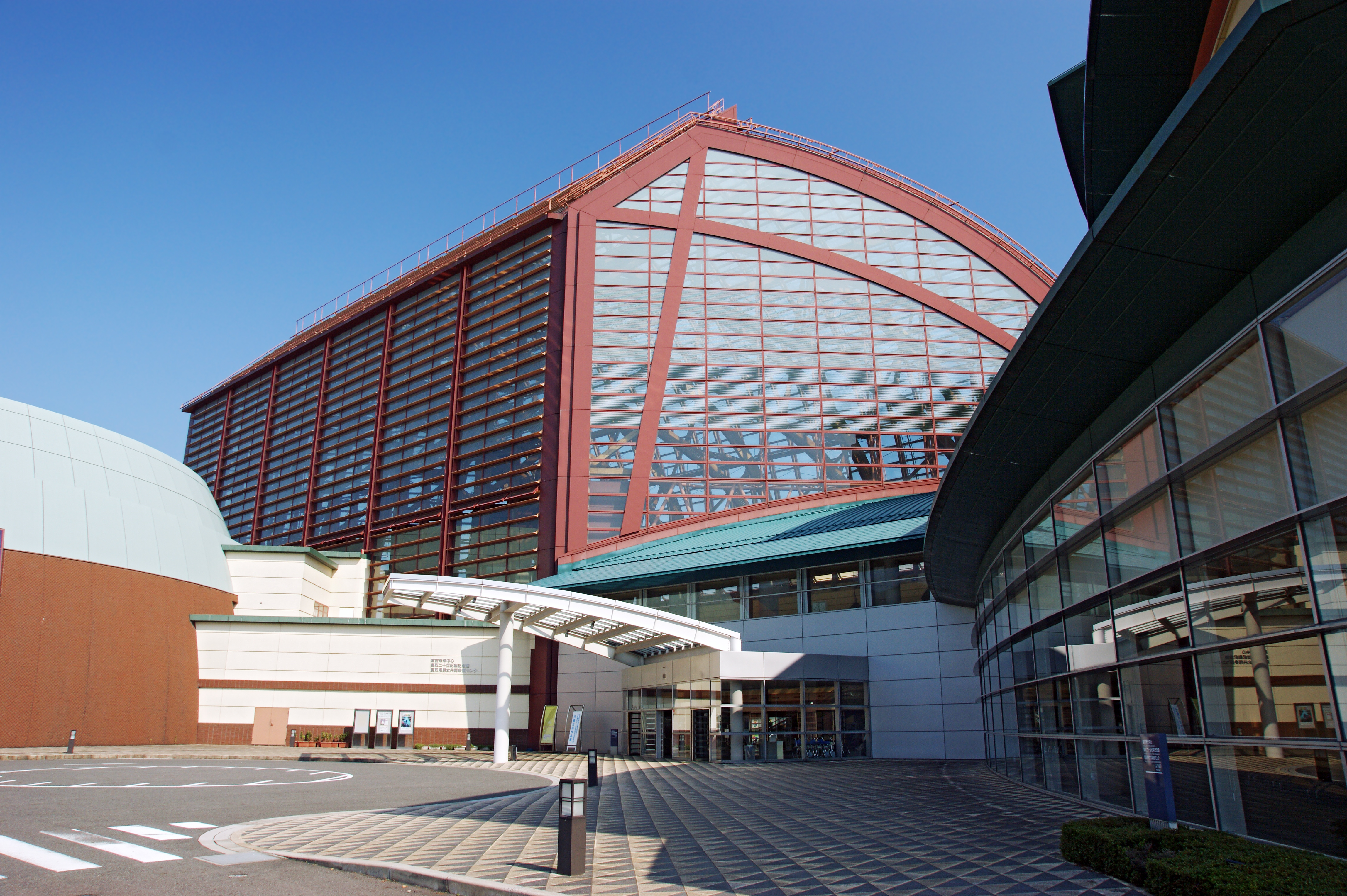
倉吉パークスクエア

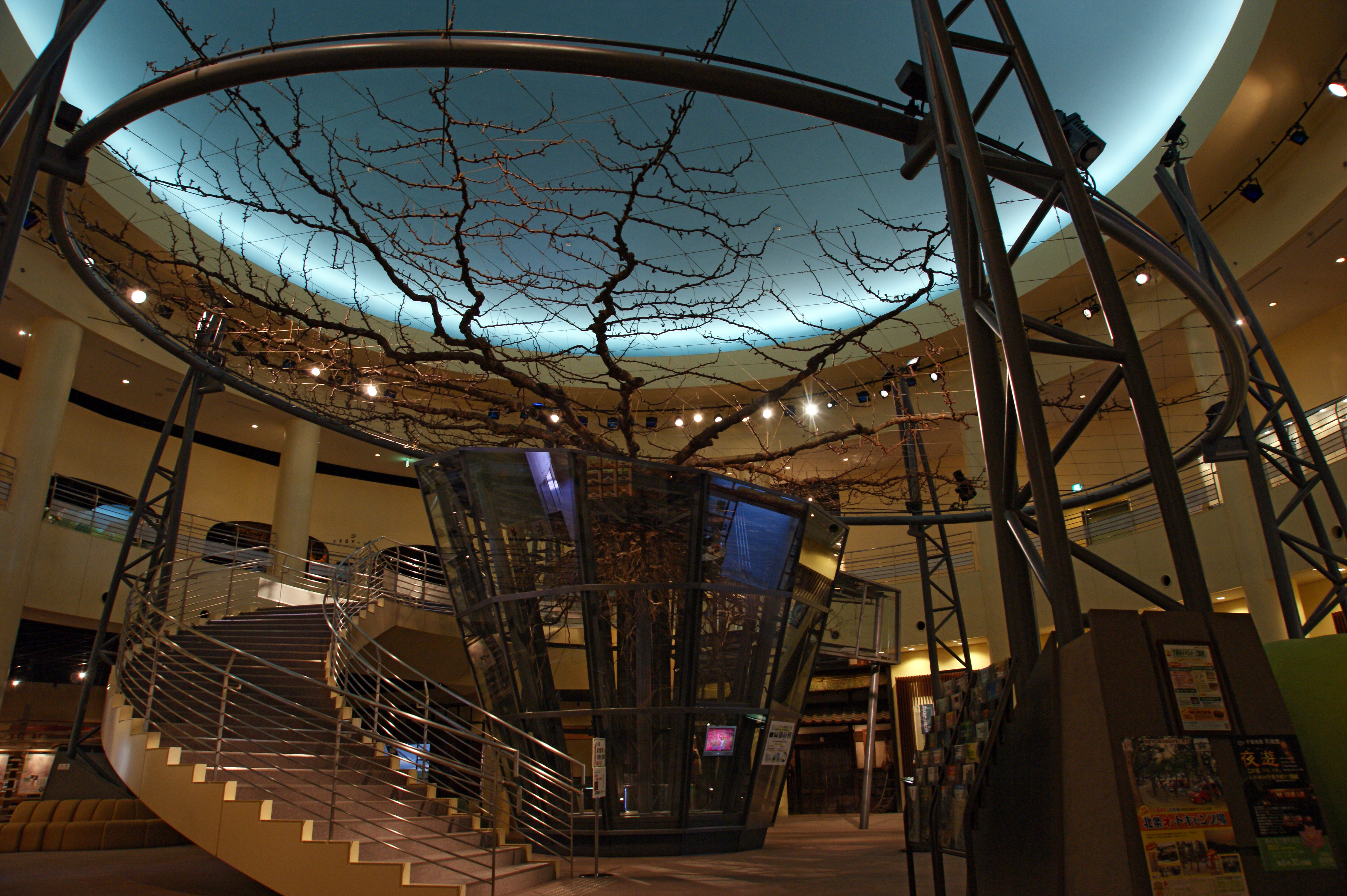
二十世紀梨記念館館内、シンボルツリー

### 名所・旧跡
主な城郭・館
- 今倉城
- 岩倉城
- 打吹城（倉吉城） - かつては天守閣を備えた城の跡。1615年（元和元年）に元和一国一城令で破却される。
- 田内城
- 高城城
- 山名氏豊館

主な寺院
- 大御堂廃寺跡
- 地蔵院
- 大岳院
- 大日寺
- 大蓮寺
- 長谷寺
- 伯耆国分寺
- 満正寺

主な神社
- 波波伎神社

主な史跡
- 飛龍閣
- 伯耆国庁跡

主な遺跡
- 国分寺古墳
- 三明寺古墳
- 福庭古墳

### 観光スポット
グッドスマイルカンパニーの工場進出以降、「フィギュアの街」としてのPRを行なっている。「ひなビタ♪」の聖地になったこともあり、ポップカルチャーを通じた地域振興に力を入れている。
- 鳥取県立美術館
- 打吹玉川（白壁土蔵群） - 重要伝統的建造物群保存地区とかおり風景100選、美しい日本の歴史的風土100選に選定されている。年間50万人以上の観光客が訪れるスポット。
- 打吹公園 - 森林浴の森100選、さくらの名所100選、日本都市公園100選。日比谷公園に次いで、日本で2番目につくられた都市公園。
  - 倉吉博物館・倉吉歴史民俗資料館
- 大社湯（元の屋号：第三鶴の湯） - 登録有形文化財（2010年登録）の銭湯[12]。
- 倉吉パークスクエア - シーザー・ペリ設計。
  - 倉吉未来中心（コンサートホール）
  - 二十世紀梨記念館（通称「なしっこ館」） - 二十世紀梨の一大産地である当地に所在する、梨をテーマとした日本で唯一の博物館
  - 倉吉市立図書館
- 円形劇場くらよしフィギュアミュージアム
- 関金温泉

## 文化・名物

### 祭事・催事
- さくら祭り（ツツジ祭り） - 春
- 打吹祭り - 夏
- SUN-IN未来ウオーク - 6月、全国40都道府県以上から参加者が集まる山陰最大のウオーキング大会。
- 前田寛治大賞展 - 9月、倉吉市と倉吉博物館が主催する美術展覧会
- 関金御幸行列
- せきがね里見まつり

### 名産・特産
- 打吹公園だんご
- 倉吉絣 - 倉吉の伝統産業の織物で、山陰三大絣の一つに数えられる。

その他
- 江戸時代には稲扱千歯の製造が盛んで、全国に供給していた。
- 1933年（昭和8年）に郡是製糸倉吉工場が設置され、最盛期には約650人の従業員を数えたが、子会社「倉吉グンゼ」となったのち、2015年（平成27年）11月20日に工場閉鎖となった[13]。

### スポーツ

#### 野球
- 鳥取Pear Kings（旧：鳥取キタロウズ） - 社会人野球のクラブチーム。2016年から活動休止中。

#### サッカー
- ガイナーレ鳥取 - Jリーグ・J3に所属する。

## 出身関連著名人

### 出身著名人
政治家
- 橋田邦彦 - 文部大臣
- 山枡儀重 - 衆議院議員

実業家
- 磯野長蔵 - 元キリンビール社長。会長、初代倉吉市名誉市民
- 内海清温 - 電源開発総裁
- 大田勝幸 - ENEOSホールディングス社長・会長
- 福島幹雄 - JFE商事ホールディングス社長・会長

教育者・学者
- 友松文雄
- 桑田熊蔵
- 細田謙蔵 - 漢学者、書家

文化人
- 前田寛治 - 洋画家、倉吉中学卒、出生は北栄町
- 長谷川富三郎 - 版画家、民藝運動家。出生は姫路市
- 大坂弘道 - 木工芸家
- 佐伯仁三郎 - 歌人
- 山松ゆうきち - 漫画家

芸能
- MALTA - サックス奏者
- 神代錦 - 宝塚歌劇団専科
- 宇仁菅真 - 俳優、ストレッチマン

スポーツ選手
- 加藤伸一 - 元プロ野球選手（投手）
- 谷口周平 - プロレスラー（プロレスリング・ノア所属）
- 琴櫻傑將 - 大相撲力士・第53代横綱。名誉市民
- 伯桜鵬哲也 - 大相撲力士
- 福井理人 - 元ガイナーレ鳥取のサッカー選手
- 世瀬啓人 - ガイナーレ鳥取のサッカー選手

その他
- 大江磐代 - 光格天皇の生母
- 岩室宗賢 - 光格天皇の祖父
- 宮本包則 - 刀工
- 中井太一郎 - 篤農家
- 高塚哲広 - 気象予報士、元朝日放送アナウンサー
- 桑本充悦 - 山陰放送アナウンサー

### ゆかりの著名人
- 菅楯彦 - 日本画家。鳥取市出身で倉吉市に疎開。倉吉市名誉市民が追贈され、倉吉市および倉吉博物館が主催する菅楯彦大賞が設けられた。
- 浜名千広 - 元プロ野球選手（内野手）。母の出身地
- 三國連太郎 - 日本の俳優、映画監督。本名は佐藤 政雄（さとう まさお）。1948年（昭和23年）より一時在住、当地にて再婚。

## 倉吉を舞台とした作品

### 映画
- 映画「男はつらいよ 寅次郎の告白」（1991年公開）のロケ地：打吹玉川と周辺
- 映画「リアリズムの宿」（2003年公開）のロケ地：倉吉本町通り商店街、スーパーヒーロー倉吉等
- 映画「こほろぎ嬢」（2006年公開）のロケ地：打吹玉川と周辺

### ドキュメンタリー
- 新日本紀行「絣の似合う町〜鳥取県倉吉市〜」（1981年、NHK）[14]

### 漫画・アニメ
- 谷口ジローの漫画「遥かな町へ」（1998年作品）の舞台：打吹玉川と周辺
- アニメ｢宇崎ちゃんは遊びたい!｣(2020年)：10話で円形劇場くらよしフィギュアミュージアムが紹介された